# Río Usá (Pechora)
El río Usa (en ruso: Уса') es un río de la república Komi en el nordeste de Rusia. Es el principal afluente del Pechora, por lo que pertenece a su cuenca hidrográfica. El nombre Usa, de origen finoúgrio, es común en la región y significa afluente. Pasa cerca de Vorkutá, a orillas del río homónimo, y atraviesa la ciudad de Usinsk, con el puerto de Parma. Otras localidades que atraviesa son: Ust-Vorkutá, en la confluencia con el río Vorkutá, Chum, Abez, Fion, Adzvavom, en la confluencia con el Adzva, y Siniandynd. El valle del usa ha sido habitado por 40 000 años, como evidencian los restos arqueológicos de Mamontovaya Kurya (en ruso: Мамонтовой Курьи, lit. 'la curva de la mamota').

## Geografía
El Usa nace en la confluencia de la cordillera de Pay Choy y los montes Urales polares o septentrionales, de la unión del pequeño Usa y el gran Usa. Tene una longitud de  565 km y drena una cuenca de 93 600 kilómetros cuadrados. El pequeño Usa cuenta con una zona de rápidos que son visitados por los turistas. El Usa propiamente dicho no tiene rápidos, en su parte superior congostos estrechos. El Usa fluye normalmente de nordeste a sudoeste. En su curso superior, las orillas son rocosas. En el curso medio e inferior está rodeado de terrenos llanos y pantanosos. Después de atravesar la localidad de Sivomaskinski, el río se ensancha considerablemente, pasa de 700 m a 2 km. El río describe largos meandros y forma numerosas islas, en toda la parte final de su curso.
Es navegable en una zona de 325 km subiendo desde su confluencia con el Pechora, encontrándose en su curso los puertos de Abez, Petrun, Makarikha, Parma y Ust-Usa. En la cuenca del Usa se encuentra el campo de carbón del Pechora y cerca de Usinsk, en su parte baja hay yacimientos de gas y petróleo.

### Afluentes
El río Usa recibe numerosos afluentes, siendo los más importantes:
- el Vorkutá (orilla derecha);
- el Lemva (orilla izquierda) que confluye una quincena de kilómetros por encima de Avez;
- el Bolshaya Rogovaya (orilla derecha);
- el Malaya Rogovaya (orilla derecha);
- el Kosyu (orilla izquierda);
- el Adzva (orilla derecha), su afluente más importante.

## Hidrología
El caudal medio anual en su desembocadura es de 1310 m³/s pero tiene variaciones estacionales muy grandes con un máximo de 21 500 m³/s en junio y un mínimo de 43.9 m³/s en abril. El río se hiela en octubre y se deshiela en mayo. Es de régimen nivopluvial.

### Hidrometría
El caudal del Usa ha sido observado durante 58 años, en el periodo 1931-1988 en Adzva, pequeña localidad situada poco antes de la confluencia con el río Adzva, unos 150 km antes de la confluencia con el río Pechora en Ust-Usa.
En Adzva, el caudal interanual medio observado en este periodo ha sido de 939 m³/s para una superficie drenada de 54 700 km, que suponen un 70 % del total de su cuenca. La lámina de agua observada en esta parte de la cuenca atendía a la cifra de 542 mm por año, que debe ser considerada como muy elevada, que resulta de la gran cantidad de precipitaciones que caen en la parte de los Urales de su cuenca.
Caudal medio mensual del Usa (en m³/segundo) medidos en la estación hidrométrica de Adzva
Datos calculados en 58 años